# Pessac-sur-Dordogne
Pessac-sur-Dordogne är en kommun i departementet Gironde i regionen Nouvelle-Aquitaine i sydvästra Frankrike. Kommunen ligger i kantonen Pujols som tillhör arrondissementet Libourne. År 2022 hade Pessac-sur-Dordogne 446 invånare.

## Befolkningsutveckling
Antalet invånare i kommunen Pessac-sur-Dordogne
Referens:INSEE